# Censos de Paraguay
En Paraguay se realizan censos oficiales cada 10 años, desde el año 1950 (primer censo oficial), hasta el último censo del 2022. El organismo encargado de realizar los censos a nivel nacional es el Instituto Nacional de Estadística (INE), conocido hasta el 2020 como Dirección General de Estadísticas, Encuestas y Censos (DGEEC).
Los censos oficiales a nivel nacional se realizaron en 1950, 1962, 1972, 1982, 1992, 2002, 2012 y 2022. El próximo será en el 2032.

## Población de Paraguay

### Censos oficiales desde 1950
| Año del Censo                  | Población total | Tasa de Crecimiento (%) | Población urbana  | Población rural   |
| ------------------------------ | --------------- | ----------------------- | ----------------- | ----------------- |
| Censo paraguayo de 1950        | 1.328.452       | -                       | 459.726 (34,6%)   | 868.726 (65,4%)   |
| Censo paraguayo de 1962        | 1.819.103       | 36,9%                   | 651.869 (35,8%)   | 1.167.234 (64,2%) |
| Censo paraguayo de 1972        | 2.357.955       | 29,6%                   | 882.345 (37,4%)   | 1.475.610 (62,6%) |
| Censo paraguayo de 1982        | 3.029.830       | 28,5%                   | 1.295.345 (42,8%) | 1.734.185 (57,2%) |
| Censo paraguayo de 1992        | 4.152.588       | 37,1%                   | 2.089.688 (50,3%) | 2.062.900 (49,7%) |
| Censo paraguayo de 2002        | 5.163.198       | 24,3%                   | 2.928.437 (56,7%) | 2.234.761 (43,3%) |
| Censo paraguayo de 2012 (est.) | 6.461.041       | 25,1%                   | 3.825.311 (59,2%) | 2.635.730 (40,8%) |
| Censo paraguayo de 2022        | 6.109.903       | -5.44 %                 | 4.215.101 (69%)   | 1.894.802 (31%)   |

### Otros censos realizados
Estos censos no se consideran oficiales debido a que carecen de datos acordes a los estándares internacionales actuales, como la falta o carencia de contabilización de los niños, parcialidades indígenas, gentes de zonas remotas del interior o cálculos de la zona occidental. Solamente los censos realizados desde el año 1950 (arriba) se consideran oficiales, realizados por la Dirección General de Estadísticas, Encuestas y Censos (DGEEC), hoy llamado Instituto Nacional de Estadística (INE).
| Año del Censo           | Población total (otras fuentes)* |
| ----------------------- | -------------------------------- |
| Censo paraguayo de 1870 | 116.351 (150.000-160.000)*       |
| Censo paraguayo de 1846 | 233.394 (238.862)*               |
| Censo paraguayo de 1799 | 108.070                          |

| Gráfica Histórica de la Evolución Demográfica del Paraguay según los Censos de Población y la Proyección de 2022 |
| --- |
| |

## Últimos censos en Paraguay

### Censo del año 2002
El censo paraguayo del 2002 se efectuó el 28 de agosto de 2002 y tuvo un día de duración, por lo que dicha encuesta fue denominada de hecho, ya que se obtuvieron datos de las personas presentes en la vivienda en el momento del censo, incluyendo las que no residían habitualmente en ese hogar pero que habían pasado la noche allí.
Aunque el trabajo se realizó técnicamente en un día en las zonas urbanas, en las áreas rurales la labor se extendió por 15 días, según los antecedentes.
La población total de ese año ascendió a 5.163.198, un 25 % aproximadamente más que en el año 1992.

### Censo del año 2012
El censo paraguayo del 2012 inició el 15 de octubre de 2012, donde más de 6 mil censistas aproximadamente visitaron los hogares del país para recolectar los datos del censo. El censo finalmente alcanzó una cobertura de apenas el 74,4%, por lo cual el censo no pudo ser validado, ya que según los estándares internacionales, se requiere al menos un 90%-95% de cobertura para que un censo de población sea válido.
Hasta el 2002, en todos los censos llevados a cabo en el Paraguay se aplicó el método de relevamiento de datos denominado “Hecho o Facto” y en cuestionario en papel. Para el censo de 2012 se adoptó por primera vez la metodología de recolección de datos de “Derecho o Jure”. También fueron utilizados por primera vez dispositivos electrónicos de captura de datos en el terreno, en vez de cuestionarios en papel.